# Stella Kamnga
 (avril).
Il peut être nécessaire de l'améliorer pour respecter le principe de neutralité de point de vue. Veuillez consulter la page de discussion pour plus de détails.

Junie Stella Kamnga Talleu dit Stella Kamnga, née le 13 août 1994 dans la région du Littoral à Loum (Cameroun), est une cheffe de projet, auteure et chroniqueuse camerounaise.
Elle est chroniqueuse dans l'émission Les Grandes Gueules sur RMC et RMC Story. Elle fait quelques apparitions dans diverses émissions, telles que sur Front Populaire et Sud Radio.

## Biographie
Elle est féministe.

### Origines et formation
Stella Kamnga naît le 13 août 1994 à Loum, au Cameroun. Elle est la fille de Pascal Kamnga, chef d'Entreprise, et de Rachel Koko, enseignante. Stella Kamnga vit d'abord au Cameroun, elle y passe son baccalauréat et l'obtient avec mention en 2011 alors âgée de 17 ans. Elle s'inscrit par la suite à l'université de Douala, où elle atteint le niveau de licence en 2014, avant de s'orienter vers une école d'interprète et de traducteur.[réf. nécessaire]
En 2017, elle obtient son diplôme avant de décoller pour la France,, où elle s'inscrit à l'Institut Henri-Poincaré à Paris. Elle s'inscrit ensuite à l'Institut des hautes études internationales et politiques et obtient un master 2. Elle exerce le métier de chef de projet digital chez Polémikos.

### Parcours
Stella Kamnga se fait connaître en juin 2020 par une vidéo virale exprimant une révolte spontanée contre la vague d’antiracisme victimaire qui a déferlé sur l’Occident après l’affaire George Floyd,.
En 2021, elle devient chroniqueuse dans l'émission Les Grandes Gueules en compagnie d'Alain Marschall et d'Olivier Truchot sur RMC, RMC Story et intervient également sur le site de la revue Front Populaire fondée par Michel Onfray.

## Ouvrage
- La France n'est plus la France: Dialogue non coupable, Les Editions du Verbe Haut, paru le 5 janvier 2022.